# Calumma peyrierasi
Calumma peyrierasi (Brygoo, Blanc & Domergue, 1974) è un piccolo sauro della famiglia Chamaeleonidae, endemico del Madagascar.

## Conservazione
La IUCN Red List classifica C. peyrierasi come specie vulnerabile.
La specie è inserita nella Appendice II della Convention on International Trade of Endangered Species (CITES).